# Wolmersdorf
Wolmersdorf er en by og kommune i det nordlige Tyskland, beliggende i Amt Mitteldithmarschen i den centrale del af Kreis Dithmarschen. Kreis Dithmarschen ligger i den sydvestlige del af delstaten Slesvig-Holsten.

## Geografi
Kommunen er en af de mindste i Kreis Dithmarschen. Den grænser op til gesten ved Meldorf og lavningen ved Windbergen. Der er cirka to km til Meldorf og ni km til ved Nordsøstranden ved Speicherkoog.